# Marilândia (kommun)
Marilândia är en kommun i Brasilien.   Den ligger i delstaten Espírito Santo, i den sydöstra delen av landet, 900 km sydost om huvudstaden Brasília. Antalet invånare är 11 107. Arean är 309 kvadratkilometer.
Terrängen i Marilândia är lite kuperad.
Följande samhällen finns i Marilândia:
- Marilândia

Omgivningarna runt Marilândia är en mosaik av jordbruksmark och naturlig växtlighet. Runt Marilândia är det glesbefolkat, med 17 invånare per kvadratkilometer.